# Exorista tubulosa
Exorista tubulosa är en tvåvingeart som beskrevs av Herting 1967. Exorista tubulosa ingår i släktet Exorista och familjen parasitflugor. Arten är reproducerande i Sverige. Inga underarter finns listade i Catalogue of Life.